# Doesburg
Pour les articles homonymes, voir Theo van Doesburg.
Doesbourg (en néerlandais : Doesburg) est une ville et une commune néerlandaise, en province de Gueldre.

## Géographie
Doesbourg est traversée par l'Ijssel

## Histoire
Doesburg a reçu ses droits de cité en 1237, un an après la ville toute proche de Doetinchem. En raison de son emplacement stratégique à la jointure du Vieil Yssel et de l'IJssel, Doesburg a longtemps été une place forte d'importance. Doesburg a été l'une des cinq villes composant le quartier de Zutphen. Elle avait aussi le rôle de capitale économique et administrative, siège du Bureau Juridique de Doesburg, au sein du comté de Zutphen.

Le principal édifice religieux de la ville, l'église Martini, avec son clocher de 94 mètres de haut, témoigne de sa prospérité passée. Pour de multiples raisons, impliquant l'envasement du Vieil Yssel, la prospérité de cette ville a réellement pris son essor qu'après le XVe siècle.
Durant la Guerre de Quatre-Vingts ans, Doesburg a été beaucoup malmenée, comme en l'an 1572, lorsque la ville a été occupée par les Gueux sous le commandement de Bernard de Merode et Guillaume IV van den Bergh de la semaine précédant la Pentecôte jusqu'au mois d'Octobre.
Le comte van den Bergh avait demandé un premier accès à la ville, puis le magistrat avait envoyé des délégués à la Cour de Gueldre pour savoir comment se comporter à ce sujet, mais avant le retour de son messager, il était à l'intérieur des murs et les Gueux l'avait prise et pillée.
A parir de 1586, Doesburg a conservé une garnison permanente stationnée dans la caserne Maurits (aujourd'hui Mauritsveld). Le 31 juillet 1606, le commandant espagnol Ambrogio Spinola entra dans la ville afin de tromper le général en chef, Maurice de Nassau, devenu plus tard Prince d'Orange, alors qu'il voulait attaquer Deventer, en remontant l'Yssel. Maurice fut trompé par la ruse et ne comprit pas que le mouvement vers Doesburg était un leurre; les troupes espagnoles foncèrent vers Almelo par la région de la Zwarte Water, mais furent défaits à la bataille du Pont de Berkumer (nl). Sous la direction de Maurice les fortifications de la ville ont été beaucoup améliorées et développées dans les années 1606-1629.
Lors de la guerre de Hollande, la ville est prise en 1672 par Vauban.
Les Français occupèrent la ville jusqu'à 1674. Après cet épisode, la cité a reçu de nombreuses fortifications au XVIIe siècle conçu par Menno van Coehoorn, mais elle s'est transformée en une ville forteresse provinciale tranquille et elle le restera jusqu'au lendemain de la Seconde Guerre mondiale. Cela a eu certains avantages : le centre historique, avec ses nombreux monuments, est resté bien conservé. La ville a donc été désignée comme une zone de patrimoine protégé en 1974.
Durant la Seconde Guerre mondiale Doesburg a été rapidement occupée par l'armée allemande. Après environ cinq ans d'occupation elle a été libérée, malheureusement, les Allemands ont détruit une partie de l'Eglise Martini, la caserne Maurits, le château d'eau et le moulin.
Parce Doesburg était officiellement une ville fortifiée jusqu'en 1923, l'expansion urbaine n'a pas été possible. Après la Seconde Guerre mondiale, la ville a été rapidement agrandie. La tour de l'église Martini détruite en 1945, a été reconstruite dans les années 1950-1960. Dans les années 1950, sur le côté est de la ville, le quartier Molenveld a été construit. Dans les années soixante, le quartier De Ooi a suivi. Au sud du Vieil Yssel, celui de Beinum est apparu dans les années 1970 et 1980, et plus récemment a été construit le quartier Beinum ouest. Au début du XXIe siècles'est élevé un nouveau quartier résidentiel, l'IJsselkade, comportant 44 maisons individuelles et 124 appartements dans un ensemble élaboré par l'architecte italien Adolfo Natalini. En 2007, on a commencé la construction d'un hôtel avec appartements.

## Politique et administration

### Liste des bourgmestres successifs
| Portrait                                                               | Identité                             | Période          | Période | Durée | Étiquette                                        |
| Portrait                                                               | Identité                             | Début            | Fin     | Durée | Étiquette                                        |
| ---------------------------------------------------------------------- | ------------------------------------ | ---------------- | ------- | ----- | ------------------------------------------------ |
| Pas de portrait sous licence libre disponible pour Loes van der Meijs. | Loes van der Meijs (d) (née en 1961) | 18 décembre 2015 |         |       | Parti populaire pour la liberté et la démocratie |

## Monuments
Le plus haut édifice de la ville est la Martinikerk de Doesburg qui a une flèche haute de 94 m.

## Galerie

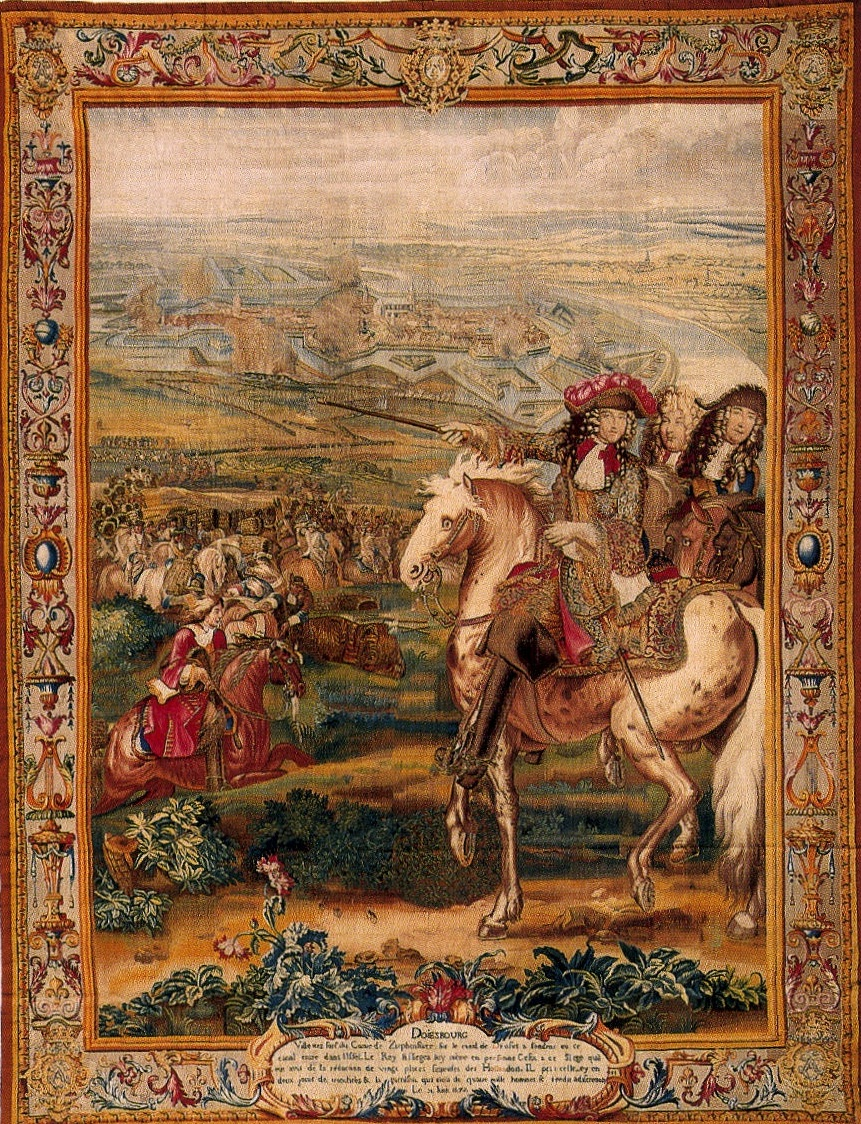
La prise de Doesburg.

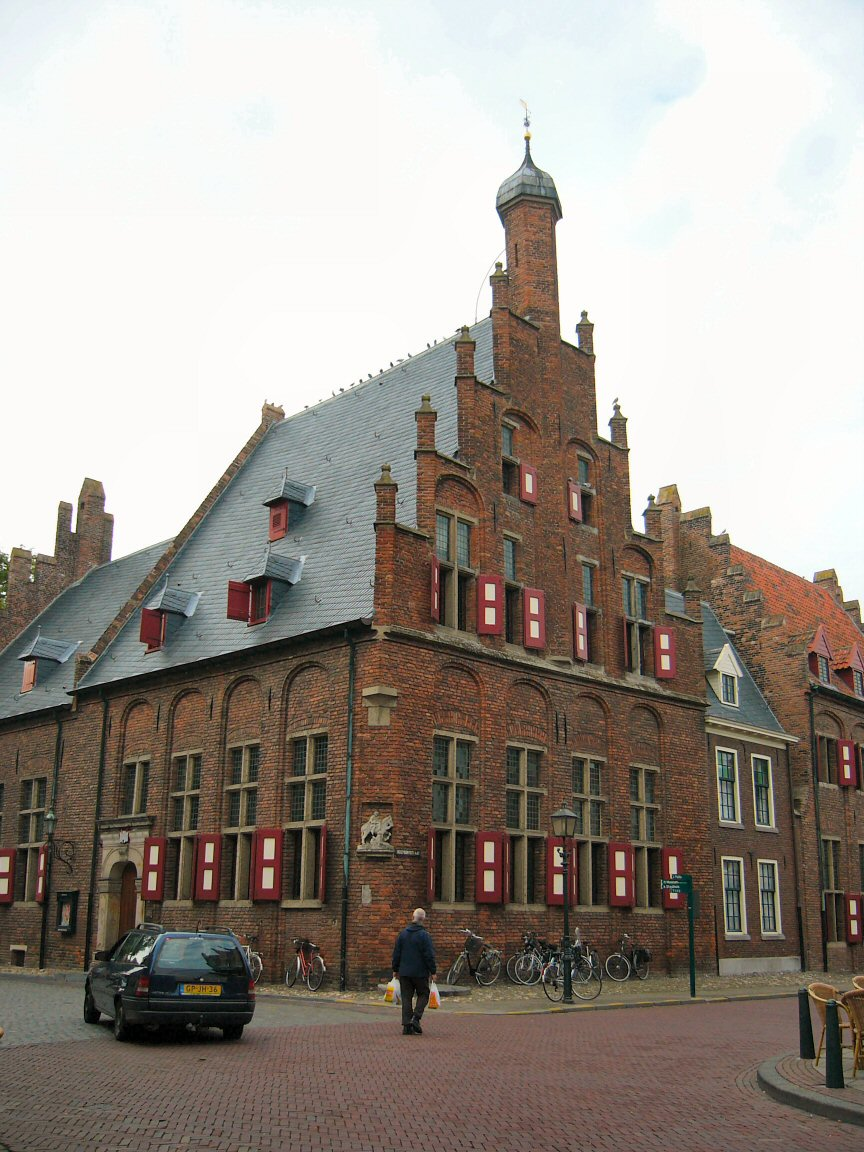
Doesbourg, l'hôtel de ville
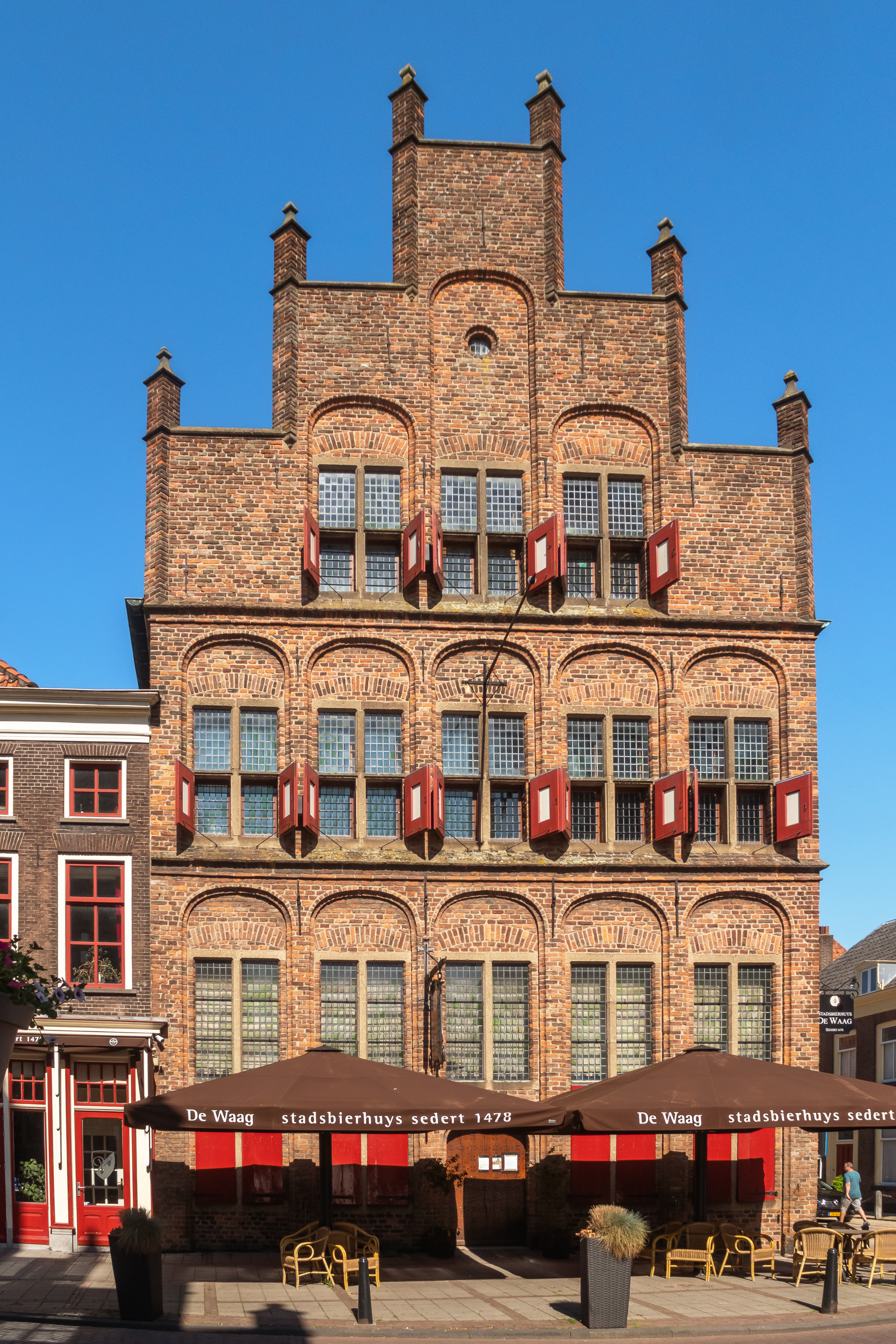
Doesbourg,  le Waag (la poids public)
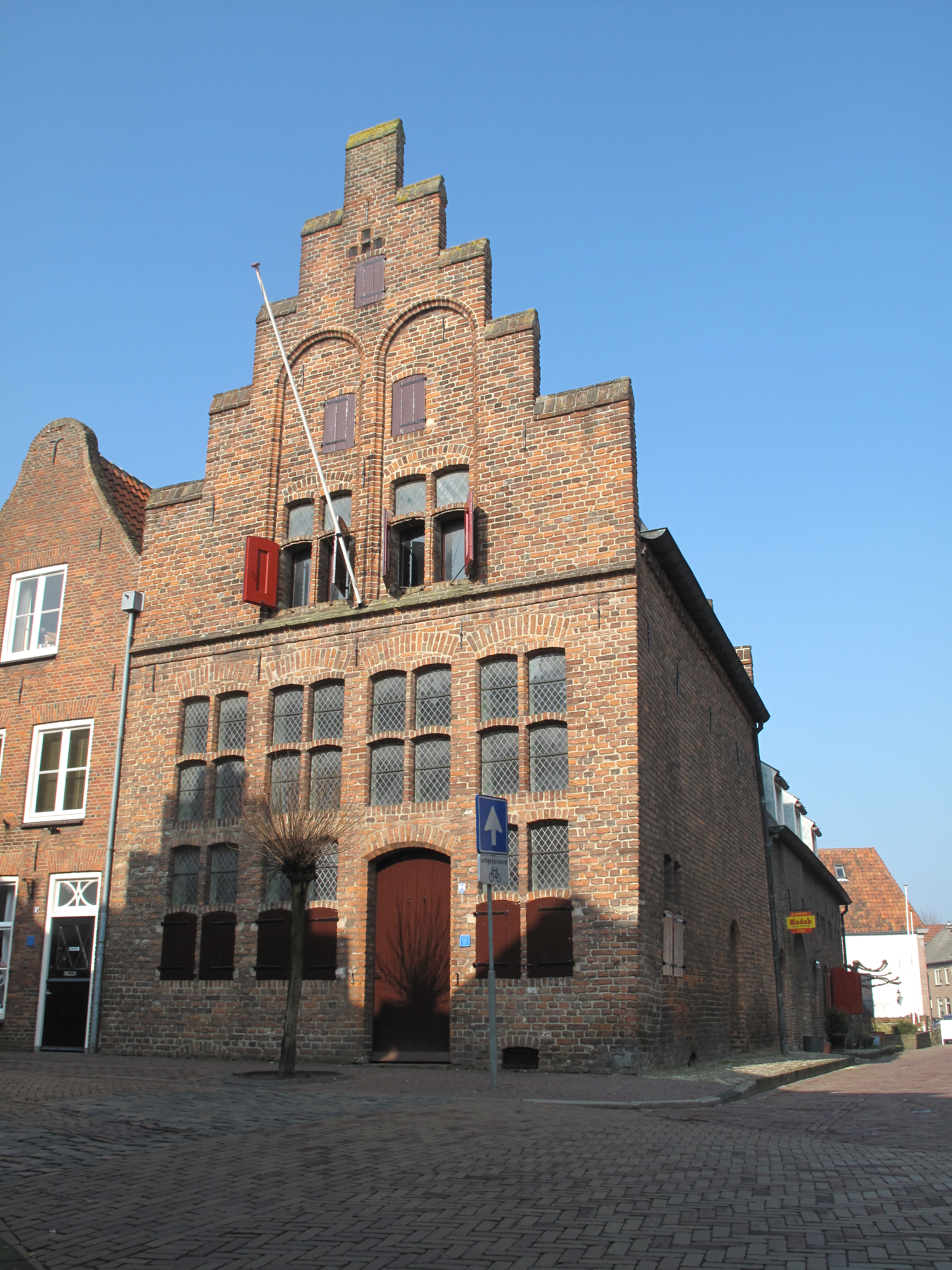
Doesbourg, bâtiment classé
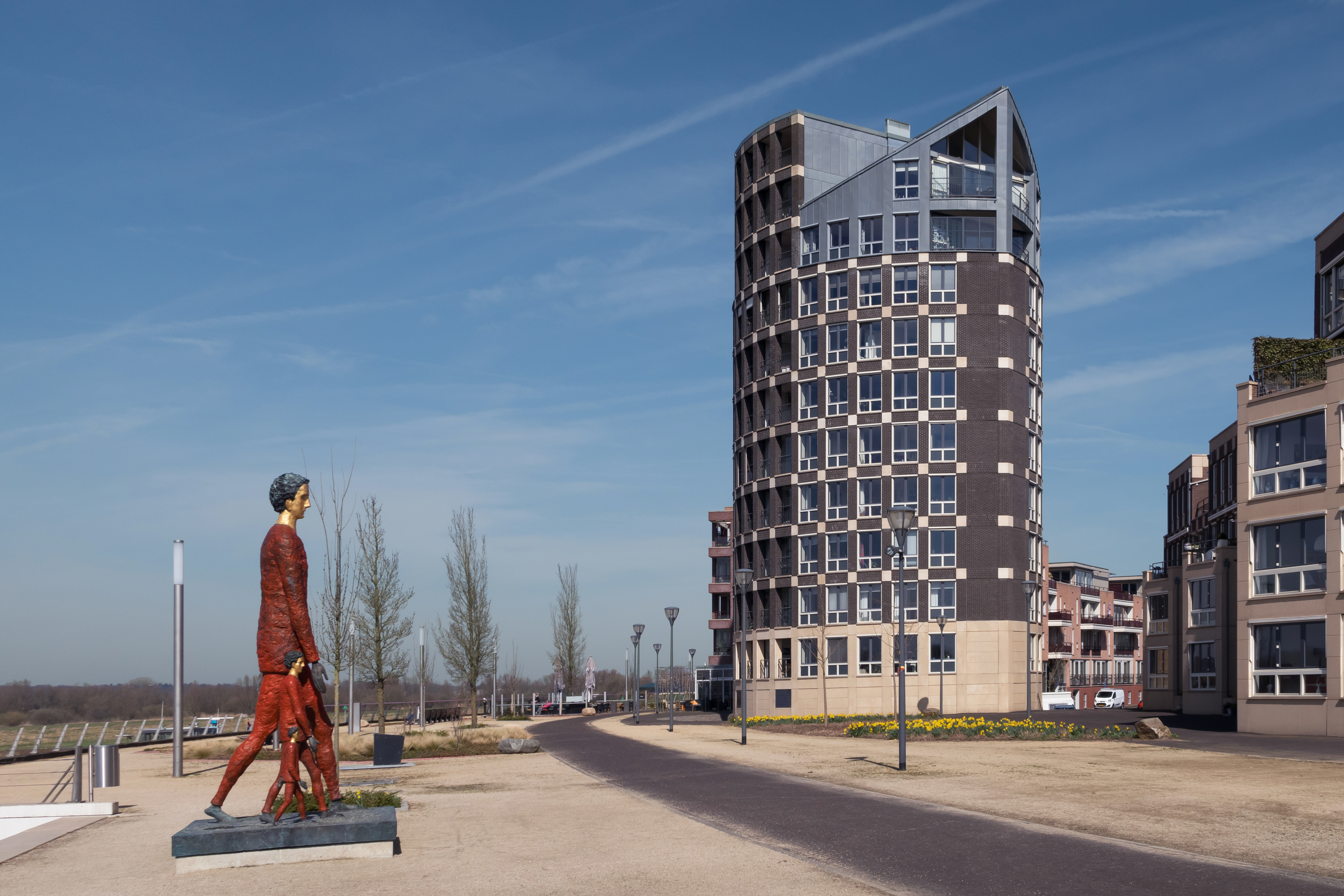
Doesbourg, vue sur la rue (moderne)
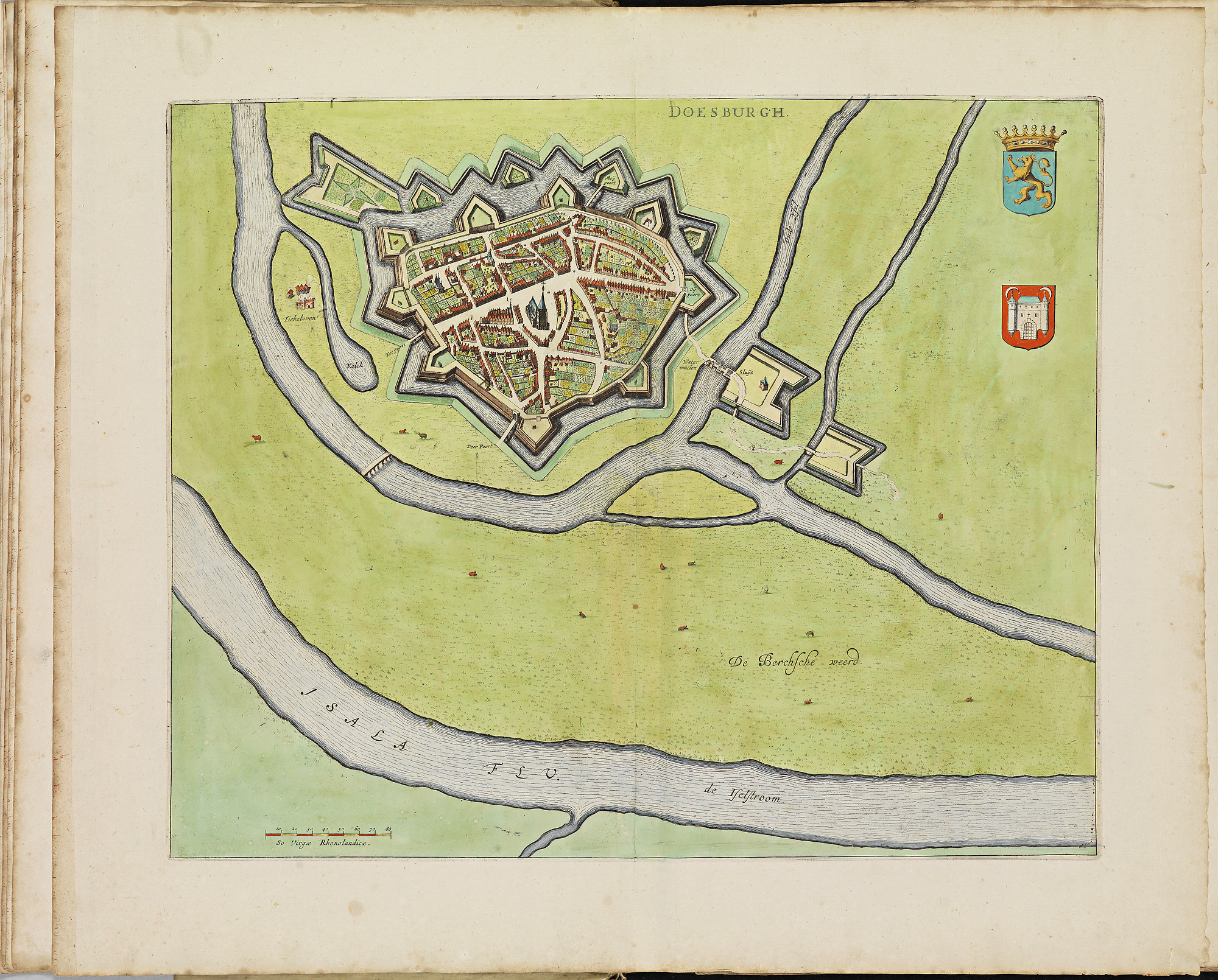
Doesburg, vue générale en 1698.